# Augustiner-Keller

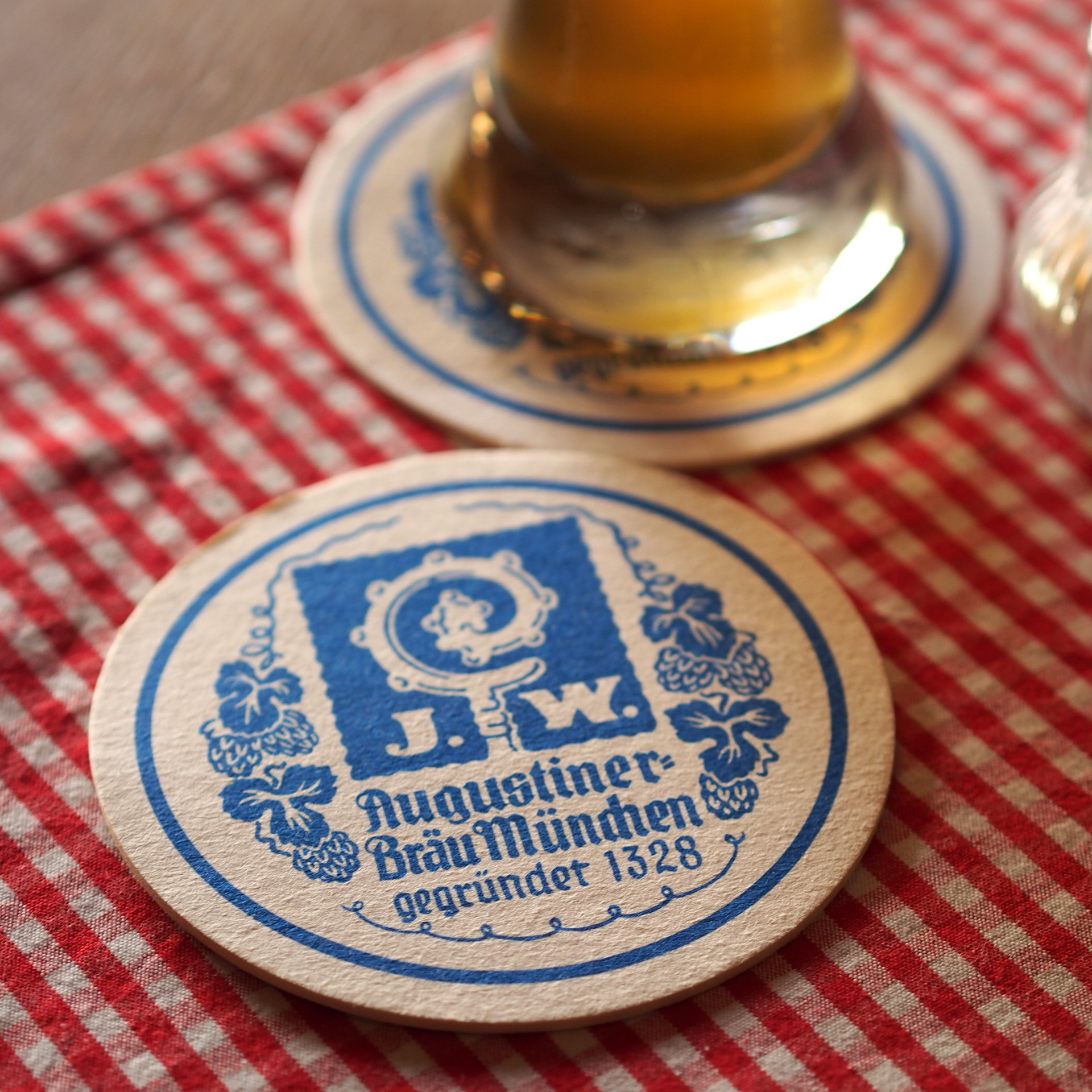
Augustiner-Bräu-Bierdeckel

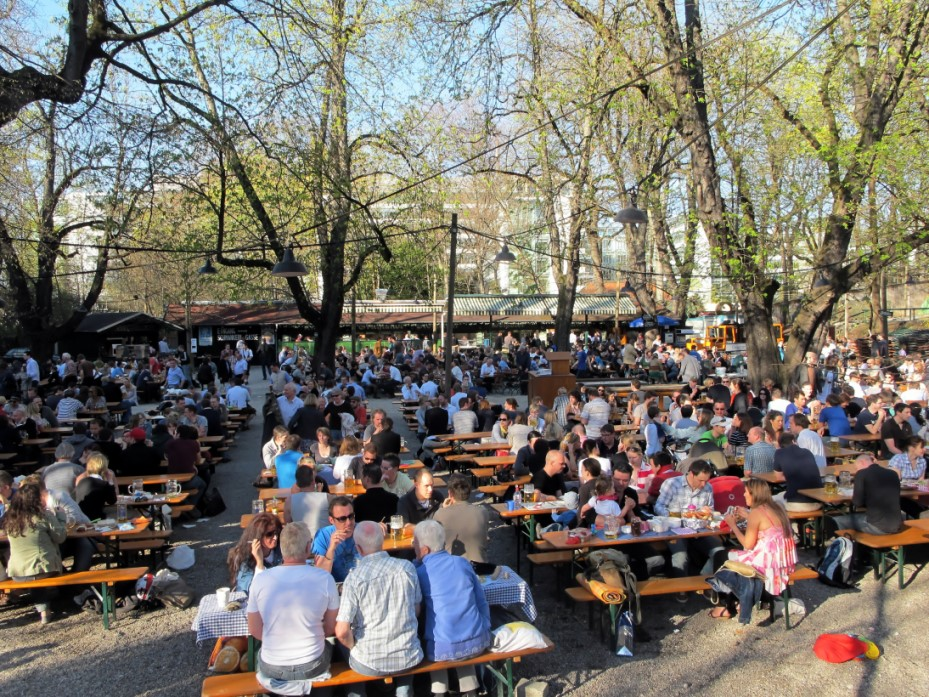
Der Biergarten unter Kastanienbäumen

Der Augustiner-Keller ist ein traditionsreiches Restaurant mit Biergarten im Münchener Stadtteil Maxvorstadt. Er wurde in der ersten Hälfte des 19. Jahrhunderts eröffnet und gehört zu den beliebtesten Biergärten in der Landeshauptstadt. Im Augustiner-Keller in der Arnulfstraße 52 wird Bier von Münchens ältester Brauerei, der Augustiner-Bräu Wagner KG ausgeschenkt.

## Geschichte
Erstmals wurde das heutige Restaurant im Jahr 1812 auf einem Münchner Stadtplan als Bierlagerstätte genannt. Das Objekt gehörte damals zur heute nicht mehr existierenden Büchl-Brauerei. Das Stadtadressbuch von 1842 verzeichnete einen Biergarten mit Speisen- und Getränkeausgabe in der damaligen Salzstraße. Obwohl er sich gegenüber der Münchner Hinrichtungsstätte auf dem Marsfeld befand, wurde er zu den schönsten der Stadt gerechnet. Ebenfalls 1842 übernahm Georg Knorr das Restaurant, das in Folge zum Knorrkeller umbenannt wurde. Im Jahr 1862 erwarb der Eigentümer der Augustiner-Brauerei Josef Wagner die Immobilie; 1880 erhielt das Restaurant den heutigen Namen.

## Biergarten
1896 kam es zu einem Umbau der Anlage: Ein Biergarten mit bis zu 5.000 Plätzen sowie ein großer Festsaal und die Küche entstanden. Im Jahr 2010 übernahm das Ehepaar Christian und Petra Vogler den Augustiner-Keller als Pächter. Im Biergarten befindet sich ein 208 Jahre alter Rosskastanienbaum.

## Trivia
- Eine Attraktion des Biergartens war im 19. Jahrhundert der Bierochse. Der im Kreis gehende Ochse zog die im Keller gelagerten Bierfässer mit einer Winde an die Oberfläche. Der letzte Bierochse des Augustiner-Kellers wurde 1891 abgeschafft.[3]
- Einer der bekanntesten Stammgäste des Restaurants war in den 1960er Jahren der Lokaljournalist Siegfried Sommer.[4]